# Comissão de Energia Atômica dos Estados Unidos
Comissão de Energia Atômica dos Estados Unidos (United States Atomic Energy Commission — AEC) era uma agência que o governo dos Estados Unidos estabeleceu após a Segunda Guerra Mundial pelo Congresso para promover e controlar o desenvolvimento da ciência e da tecnologia atômica em tempos de paz. O presidente Harry S. Truman assinou o Ato McMahon de Energia Atômica em 1º de agosto de 1946, transferindo o controle da energia atômica do governo militar para as mãos de civis, em vigor a partir de 1º de janeiro de 1947. Esta mudança deu aos primeiros membros da AEC o controle completo das plantas, laboratórios, equipamentos e pessoal reunidos durante a guerra para produzir a bomba atômica.
Durante o seu estabelecimento inicial e operacionalização subsequente, a AEC desempenhou um papel fundamental no desenvolvimento institucional da ecologia de ecossistemas. Especificamente, forneceu recursos financeiros cruciais, permitindo ocorrer a pesquisa ecológica. Talvez ainda mais importante, permitiu que os ecologistas com uma vasta gama de técnicas inovadoras a conclusão de sua pesquisa. No final dos anos 1950 e início dos anos 1960, a AEC também aprovou o financiamento de numerosos projetos de bio-ambiente no Ártico e em suas proximidades. Esses projetos foram concebidos para examinar os efeitos da energia nuclear no ambiente e eram uma parte da tentativa da Comissão para a criação de aplicações pacíficas da energia atômica.
Um número crescente de críticos durante a década de 1960 denunciou que os regulamentos da AEC não eram suficientemente rigorosos em diversas áreas importantes, incluindo padrões de proteção contra radiações, segurança dos reatores nucleares, situação das plantas e proteção ambiental. Em 1974, os programas de regulamentação da AEC tinham recebido um ataque tão forte que o Congresso decidiu abolir a agência. A agência foi abolida pela Lei de Reorganização da Energia de 1974, que atribuiu suas funções para duas novas agências: a Administração de Pesquisa e Desenvolvimento da Energia e a Comissão Reguladora Nuclear. Em 4 de agosto de 1977, o presidente Jimmy Carter assinou a lei do Ato de Organização do Departamento de Energia de 1977, que criou o Departamento de Energia. A nova agência assumiu as responsabilidades da Administração Federal de Energia, da Investigação e Desenvolvimento da Administração de Energia, a Comissão Federal de Energia, e programas de várias outras agências.